# Bill Rosenthal
Pour les articles homonymes, voir Rosenthal.
Bill Rosenthal est un scénariste et producteur américain.

## Filmographie

### Scénariste
- 1997 : Working (série télévisée)
- 1993 : The John Larroquette Show (série télévisée)

### Producteur
- 1992 : The Golden Palace (série télévisée)
- 1993 : The Mommies (en) (série télévisée)
- 1995 : Platypus Man (série télévisée)